# Грађански ратови у Византији током XI века
Грађански ратови у Византији током XI века обухватају сукобе око власти у Византијском царству између цивилне и војне аристократије. Отпочели непосредно после смрти Василија II (976—1025), а окончали су се другим доласком Комнина на власт. Ови сукоби су изнутра уништили Византију која је у првој половини 11. века била најјача држава у том делу света и директно довели до кобне 1071. године. Индиректна последица кобне 1071. године, а самим тим и грађанских ратова у Византији током XI века, био је први пад Византије 1204. године односно коначни слом Византије 1453. године.

## Држава Василија II Бугароубице
Василије II представља једног од најмоћнијих и најспособнијих византијских царева који је водио успешне ратове и на истоку и на западу. Он је срушио државу македонских Словена предвођених Самуилом (976—1014), а својим наследницима је оставио пространо царство које се простирало од југа Апенинског полуострва, преко скоро целог Балканског полуострва и Мале Азије све до Васпуркана у Јерменији и Антиохије у Сирији обухватајући просторе данашњих република:
- Хрватске без Истре
- Босне и Херцеговине
- Србије без Бачке и Баната
- Црне Горе
- Албаније
- Македоније
- Грчке
- Бугарске
- Кипра
- Турске
- Италије источно од 15 игд
- јужни део Крима
- Добруџу
- приобаље Сирије

### Додатна ширења Византије у првој половини XI века
Василијев план о протеривању Арабљана са Сицилије и офанзиву на истоку наставио је после његове смрти војсковођа Георгије Манијакис који 1032. године осваја Едесу, а 1038. године почиње освајање источног дела Сицилије. Територијални врхунац Византија достиже 1045. године после смрти јерменског краља Јован Смбат (1020—1043), после чега је Ани предат Константину Мономаху (1042—1055) према уговору који је сам Смбат закључио са Василијем II.

## Грађански ратови (1025—1081)
После смрти Василија II у Византији на власт долази читав низ неспособних марионетских царева, које су постављале и склањале две међусобно зараћене стране племства са ограничавањем централне власти, обезбеђивањем стварне власти и финансијских повластица за себе, као њиховим крајњим циљем.
Током тог периода на простору Царства често је долазило до побуна војника који су своје генерале проглашавали за цареве и отворено се упуштали у борбу око власти, а током првог дела тог периода готово и да није било ратова са суседима, изузев неколико чисто офанзивних акција против Арабљана на Сицилији и у Сирији.

### Зараћене групе племства

#### Војно племство
Војно племство је било старије и поседовало је велике поседе у Малој Азији. Њихово снажење их је током претходних векова доводило у сукоб са царевима који су тежили да ограниче њихове поседе и власт, док су представници племства са друге стране тежили да што више прошире своје поседе на рачун малих сељака и практично створе своје мале суверен државе у оквиру Византије, што им је често полазило за руком током владавине слабих царева.
Свој назив добили су по томе што су његови представници своје поседе и титуле стекли војним заслугама.

#### Цивилно племство
Цивилно племство је било млађе и његови поседи су махом били на Балканском полуострву, где су због честих ратова и побуна Словена били стално угрожени, док је додатна отежавајућа околност која је стајала на путу њиховог богаћења била и чињеница да је локално словенско становништво порезе и намете плаћало у натури, а не у новцу. Они су због тога тежили да преко свог утицаја на слабе цареве прошире своје поседе на Малу Азију, која тада била сигурна како од непријатељских напада, тако и од побуна Словена. Та тежња их је довела у сукоб са војним племством које је сматрало да Мала Азија припада искључиво њима.
Свој назив добили су по томе што су његови представници своје поседе и титуле стекли цивилним заслугама.

### Крај Македонске династије

#### Константин VIII (1025—1028)
Василија на престолу наслеђује његов већ остарели брат и савладар Константин VIII (1025—1028), који и сам није имао мушких потомака. Иако је током целе владавине свог брата Константин био његов званични савладар, он се није упуштао у државне послове и са том праксом је наставио и када је постао цар, препустивши управљање државним пословима другима. Он је имао три ћерке:
- Евдокију (која се врло млада закалуђерила, пошто је била унакажена великим богињама)
- Зоју (978—1050, de jure владала 1028—1050)
- Теодору (984—1056, de jure владала 1042—1056) а пошто није имао мушких потомака, очекивало се да ће његов наследник постати муж његове средње ћерке Зоје кога он одреди. Пред саму своју смрт Константин је за супруга педесетогодишње Зоје одредио цариградског епарха Романа (III) Аргира (1028—1034) који је био десетак година старији од ње. Свадба је одржана 12. 11. 1028. године, а три дана касније Константин је умро препуштајући Царство Роману, представнику цивилног племства.

#### Роман III Аргир (1028—1034)
Током своје шестогодишње владавине, Роман III је укинуо низ законских одредби које су ограничавале племство, превасходно опозвавши алиленгион (додатни порез на напуштену сељачку земљу) ослободивши племство плаћања једног дела пореза односно ускративши царску благајну за један део прихода. Истовремено је индиректно дозвољено ширење великих поседа на рачун сељачких и војничких поседа, чиме је додатно слабљена како државна благајна, тако и њена војна моћ. Роман се окушао и на војном пољу катастрофалним походом на Сирију, који се на крају добро завршио по Византију, јер је после Романа команду преузео Георгије Манијакис који је затим освојио Едесу, да би у периоду од 1038. до 1043. године водио успешну кампању на Сицилији против Арабљана освојивши Сиракузу и Месину.
Роман III умире 11. 04. 1034. године у свом купатилу, а његова супруга Зоја се истог дана удаје за свог младог љубавника Михајла (IV) (1034—1041) који постаје нови цар.

#### Михајло IV Пафлагонац (1034—1041)
Михајло IV који је био сељак из Пафлагоније свој успон на царски трон дуговао је свом брату евнуху Јовану Орфанотрофу који је био високи дворанин и практично га потурио остарелој царици.
Непосредно по ступању Михајла на престо, Јован ставља царицу у неку врсту кућног притвора да би спречио, да његовог брата стигне судбина првог Зојиног супруга. Сам Михајло практично није био у стању да влада јер је боловао од епилепсије и његово стање се временом само погоршавало, тако да се власт de facto налазила у рукама његовог брата Јована.
Сам Јован се показао као способан владар, али је зато драстично повећао порезе и намете, који нису пунили само државну касу већ и џепове самог Јована и његових рођака. Поред тога он уводи словенском становништву да плаћа порезе у новцу, уместо дотадашњег плаћања у натури што доводи до великог револта међу Словенима. Део њих у Дукљи је већ 1035. године покушао да се ослободи византијске власти предвођен Стефаном Војиславом (1038—1050), али је устанак угушен, а сам Војислав се у августу нашао у византијском затвору, но већ крајем 1037. или почетком 1038. године је Војислав подигао нову побуну и заузео земље Срба. Међутим кап која је прелила чашу међу Словенима одиграла се 1037. године када је умро охридски архиепископ Словен Јован, на његово место бива постављен хартофилакс цркве Божанске Мудрости Лав, који је био Грк. Тако је аутокефална словенска црква замењена грчком црквом која је отпочела процес хеленизације словенског становништва. Као последица промене пореза из натуре у новац и отпочињања хеленизације долази до великог словенског устанка у Поморављу и Повардарју 1040. године.
На челу устанка се нашао Петар Дељан (који је тврдио да је Самуилов унук), а ускоро је и у Драчкој теми букнула друга словенска побуна предвођена Тихомиром, тако да је за кратко време устанак дошао до самог Солуна. Иако је снажно отпочео, устанак је већ 1041. године био разбијен захваљујући издаји некадашњег византијског стратега Теодосијопоља и сина Јована Владислава (1015—1018) Алусијана, после чега је византијска војска предвођена Михајлом IV без много муке скршила преостали отпор. Међутим последица овог војног ангажовања епилептичног цара било је драстично погоршање његовог стања и он децембра исте године умире.
Нови византијски цар постаје синовац Михајла IV и Јована Михајло (V) (1041—1042) кога је царица Зоја под Јовановим утицајем усвојила пред Михајлову смрт, доделивши му титулу цезара.

#### Михајло V Калафат (1041—1042)
Михајло V назван Калафат односно Шупер по занимању свог оца, непосредно по преузимању власти протерује Јована Орфанотрофа у чему је имао широку подршку племства, желећи власт за себе. Његов следећи потез било је склањање царице Зоје у манастир. Оваквим безобзирним склањањем макар и привидног легитимитета македонске династије, Михајло V је остао без икакве подршке, пошто је на власт дошао захваљујући активностима свог стрица Јована Орфанотрофа и већ 20. 04. 1042. године он бива збачен и ослепљен.

#### Владавина Зоје и Теодоре (20. 04—11. 06.)
После свргавања Михајла V власт прелази на остареле ћерке Константина VIII царицу Зоју и монахињу Теодору. Међутим њих две нису имале способности за владање државом, а поред свега је међу њима владала велика нетрпељивост због чега је врло брзо постало јасно да њих две неће бити у стању да воде државу због чега је шездесетчетворогодишња царица Зоја 11. 06. 1042. године ступила у свој трећи брак, а њен нови муж и цар постао је сенатор Константин (IX) Мономах, представник цивилног племства, док су ћерке Константина VIII званично биле његове савладарке добивши одрешене руке за трошење државног новца ради сопственог задовољства.

#### Константин IX Мономах (1042—1055)
Константин IX није придавао велики значај државним пословима, а на самом двору је почела нека врста културне ренесансе. После дуге владавине царева окренутих војним походима (Нићифор II Фока (963—969), Јован I Цимискије (969—976), Василије II Бугароубица), сада је на престолу седео цар који је придавао већи значај култури, него ратовању. Најближи Константинови саветници били су:
- Константин Лихуд, први министар
- Јован Ксифилин, правник
- Михајло Псел, филозоф и оратор

Овај културни препород осетио се већ 1045. године када је у Цариграду основана висока школа коју су чинили:
- правни факултет, на чијем се челу налазио Ксифилин као номофилакс
- филозофски факултет, на чијем се челу налазио Псел

Услед сталног попуштања пред захтевима племства за смањењем и укидањем пореза, царска благајна је остала без доброг дела прихода, због чега се почиње са давањем у закуп скупљања пореза. На тај начин су закупци скупљали порез у одређеној области у име државе којој су на име пореза морали исплаћивати одређену суму, без обзира на то колико би сакупили, а за себе су могли да задрже остатак. То је довело до додатног оптерећења становништва, од чега држава није имала финансијску корист, већ су се тим систем богатили искључиво закупци, док је државна благајна наставила да се сиромаши. Додатно оптерећење за буџет представља и систематско запостављање стајаће војске из политичких разлога, што је Византију приморавало да се ослони на најамничке трупе које су биле много скупље од домаћих стајаћих трупа. Директна последица пражњења државне благајне био је почетак додавања других метала злату приликом ковања чувених византијских златника који вековима није губио своју вредност и значај у свету, што је додатно ослабило византијску економију. Међутим у Мономахово време се по први пут јавља систем пронија које су даване за заслуге на управу племићима до њихове смрти, које ће одиграти значајну улогу у Византији и њеним војним снагама.
На почетку своје владавине Константин је покушао да поврати контролу над Дукљом, која се 1038. године под вођством Стефана Војислава ослободила византијске власти. Против српске државе послат је у јесен 1042. године стратег драчке теме са око 60.000 војника са југа, а византијским вазалима жупану Рашке, бану Босне и кнезу Захумља Љутовиду је наређено да са севера и истока ударе на Војислава. Међутим Војислав је вештим маневрима успео да до ногу потуче византијску војску у Барској бици. Процењује се да је том приликом страдало око 40.000 војника, међу којима су била и седморица стратега. После ове победе су владари других српских области признали Војиславову врховну власт, чиме Византија не да није успела да поврати Дукљу, већ је и трајно остала без Захумља, Босне и Рашке.
Последњи успех бриљантне војне владавине Василија II одиграо се 1045. године када је остатак краљевине Јерменије са седиштем у Анију предат Мономаху после смрти Јована Смбата (1020—1045) према уговору који је Смбат закључио са Василијем, чиме је окончана његова инвазија на краљевину Јерменију после смрти Гагика I (990—1020).
Сукоб између патријарха Рима и Цариграда кулминирао је 1054. године када је представник Лава IX кардинал Хумберт 16. 07. у цркви Божанске Мудрости бацио анатему на Михајла Керуларија и његове присталице. Непосредно после тога је на сабору који је предводио Керуларије бачена анатема на Лава IX и његове присталице чиме је дошло до расцепа хришћанске цркве на две засебне сфере:
- источну тј. православну
- западну тј. римокатоличку

Константин Мономах умире 11. 09. 1055. године, а власт прелази на сестру његове покојне супруге Зоје и последњег представника македонске династије Теодору.

##### Побуне за владавине Константина IX
Велики успеси Георгија Манијакиса подигли су његову популарност како у војсци, тако и у народу због чега се у Цариграду јавило подозрење у његове намере. Подстакнут тим дворским сплеткама Мономах га је опозвао, наредивши му да се врати у Цариград и докаже да не кује заверу да преузме власт. Можда Манијакис није планирао да преузме власт, али му је било веома јасно да неће цара успети да у то увери због чега прихвата борбу и 1043. године бива проглашен за цара и са својим снагам се повлачи са Сицилије и преко Драча се упућује ка Солуну и Цариграду. Деловало је да ће доћи до промене власти у Византији пошто није било много људи који су се могли војнички супротставити Манијакисовом вођењу и његовим прекаљеним војницима, али је Георгије током похода погинуо од стреле у већ добијеној бици, што је довело до слома побуне.
Неколико година после слома Манијакисове побуне долази до новог устанка у северозападној Тракији на чијем се челу нашао Лав Торникис. Захваљујући великом незадовољству које је владало како у војним круговима, тако и међу становништвом побуна се брзо проширила и Цариград се 1047. године нашао под опсадом. Међутим Торникисова неодлучност да крене у завршни јуриш на цариградске бедеме, сломила је побуну која се након тога распала.

#### Теодора (1055—1056)
После Мономахове смрти 11. 01. 1055. године, власт је прешла на Теодору, последњи живи изданак македонске династије која је скоро два века владала Византијом. Она је владала земљом непуних годину дана и на свом самртном одру у септембру 1056. године за свог наследника одређује логотета стратиотика Михајла (VI) (1056—1057). Њеном смрћу нестаје и последњи привид постојања јаке царске институције, што већ растрзану Византију гура још дубље у отворени грађански сукоб.

### Први долазак Комнина на власт (1056—1059)

#### Михајло VI Стратиотик (1056—1057)
Михајло VI је био логотет у позним годинама када је од умируће Теодоре преузео власт. Није показивао иницијативу за владањем и у потпуности се повиновао захтевима цивилног племства, о чему најбоље говоре Пселове речи да је он био:
... мање способан да води, него да буде руковођен.
Слепо пратећи захтеве цивилног племства он је одбио да прими представнике војног племства које су предводили стратези Исак Комнин (1057—1059) и Катакалон Кекавмен и саслуша њихове захтеве, али се на једном од састанака представника власти обратио војсковођама следећим речима:
Или у рат против Персијанаца (Турака Селџука прим. аут.) идите и земље пустошење спречите или ћу ја плате ваше Персијанцима дати да земље те на миру оставе
Последица овог његовог поступка осетила се врло брзо и већ 08. 06. 1057. године је Исак Комнин у Пафлагонији проглашен за цара, а побуњене трупе су се упутиле ка Цариграду. Недалеко од Никеје побуњеници су потукли одреде лојалне Михајлу VI, који је после тога био приморан на преговоре. Његови представници Лихуд и Псел су Исаку понудили титулу цезара и положај престолонаследника, што је он одбио уверен у своју победу. Оваква понуда Исаку је и онима који су Михајла VI подржавали јасно показала његову немоћ, после чега је он изгубио сваку подршку међу племством, а против њега је стала и црква на челу са Керуларијем. У оваквом развоју ситуације, Михајло VI се добровољно повукао са власти и закалуђерио, а цариградске капије су отворене Исаку Комнину који је 01. 09. 1057. године примио царски венац.

#### Исак I Комнин (1057—1059)
Током краткотрајне владавине Исака Комнина, византијска војска је поново оснажена и отпочела је са успехом да брани своје северне границе од упада Мађара и Печенега, а царева војна оријентација је јасно показана и на новцу који је ковао на коме је представљен са исуканим мачем.
На унутрашњем плану, Исак је покушао да поправи финансијско стање у држави конфисковањем једног дела како црквених, тако и световних имања. Ово конфисковање је патријарх Керуларије протумачио као директан удар на моћ цркве, због чега је заузео јасан непријатељски став према цару. Односе међу њима додатно је погоршало Керуларијево позивање на Константинову даровницу којим је он планирао да стави духовну изнад световне власти, односно да подреди себи Исака и његове наследнике.
Користећи се једном Керуларијевом посетом манастирима ван Цариграда, Исак је 08. 11. 1058. године наредио да га ухвате и одведу у прогонство, јер се плашио реакције народа, ако би га збацио док је био у Цариграду. Пошто је Керуларије одбио да се повуче са места патријарха, цар је сазвао сабор који је требало да га збаци и изабере његовог наследника. Током заседања сабора на коме је Псел износио оптужбе против патријарха, Керуларије је умро што је изазвало додатни револт у народу. Под притиском народног незадовољства, цркве предвођене новим патријархом Константином Лихудом и цивилног племства Исак Комнин се 22. 11. 1059. године повукао са власти и замонашио у Студитском манастиру у Цариграду.

### Владавина Дука (1059—1081)

#### Константин X Дука (1059—1067)
Константин Дука је био представник цивилног племства које за његове владавине достиже свој врхунац, а захвалност за своје уздизање поред припадности моћној породици Дука дуговао је и својим школским друговима Пселу (који је сада био први министар) и Лихуду (који је сада био патријарх).
Поред издавања скупљања пореза Константин је увео и продају чиновничких положаја покушавајући да напуни државну благајну које се упорно трошила на лагодан живот Великог Двора, куповину подршке цркве поклонима и одржавање све већег чиновничког апарата. Међутим то није довело до пуњења буџета, због чега се власт окренула смањивању издатака за војску и њене величине. Поред великог смањења броја стајаће војске, дошло је и до запостављања одржавања утврђења широм царства. Поред очигледних финансијских разлога за запостављањем војске, Константин и његови сарадници су желели да онемогуће неког новог Исака Комнина који ће уз војну подршку срушити превласт цивилног племства.
Током Константинове владавине почиње потискивање Византије на свим фронтовима. На Апенинском полуострву Роберт Гвидискар предводи Норманску офанзиву, Мађари 1064. године заузимају Београд, а Узи током јесени исте године прелазе Дунав и пустоше по Балканском полуострву. Истовремено на истоку Турци Селџуци руше Багдадски калифат и отпочињу офанзиву на Византију заузимањем Анија 1065. године, после чега упадају у Киликију, да би 1067. године заузели Цезареју.
Константин X Дука умире у мају 1067. године, а власт преузимање његова удовица Евдокија у име њихових малолетних синова Михајла (1071—1078), Андроника и Константина.

#### Евдокија (1067—1068)
Иако је de jure владала Евдокија, власт се de facto налазила у рукама Михајла Псела и цезара Јована, брата Константина X. Желећи да се супротстави Пселу и Јовану, Евдокија је била приморана да се уда. Подршку за то је добила од патријарха Јована Ксифилина и дела племства које је било угрожено нападима на Византију. Њен нови супруг је морао бити неко ко ће бити у стању да успешно води војску, али и неко ко неће бити у стању да угрози право њених синова на престо. Њен избор је пао на генерала Романа Диогена (1068—1071) који је у затвору чекао извршење смртне казне због побуне против Константина X. Роман је помилован и 01. 01. 1068. године је проглашен за цара, а цезар Јован је послат у прогонство.

#### Роман IV Диоген (1068—1071)
Роман је био представник војног племства из Филаделфије. Његов отац је био Константин Диоген, један од војсковођа Василија II, управник Београда и победник над Сермоном.
Одмах по ступању на престо Роман је отпочео са борбом против Селџука предводећи претежно најамничку војску. Током неколико похода (1068, 1069. и 1070. године) он је успео да више пута потуче Селџуке, али није успео да их потисне. Због тога је за 1071. годину планирао велики поход којим је требало да трајно сузбије Селџуке. Паралелно са вођењем борби против Селџука, Роман се суочио са сталним покушајима Дука да га сузбију и свргну, због чега је поход 1070. године предводио Манојло Комнин, јер Роман није смео да напусти Цариград због опасности од преврата.
Током пролећа је јака византијска војска из Цариграда, преко Теодосијопоља стигла до Манцикерта који се налазио у рукама Селџука и заузела град (23. 08.). Међутим неколико дана касније 26. 08. између Манцикерта и језера Ван византијска војска бива поражена, захваљујући издаји Андроника Дуке у Манцикертској бици. У борби је сам Роман рањен и заробљен, али је са вођом Селџука Алп Арсланом (1063—1072) закључио мир, после чега је ослобођен. Непосредно пре битке код Манцикерта, Нормани су у априлу заузели Бари, чиме је Византија изгубила и последњи посед на Апенинском полуострву.
Цивилно племство предвођено Пселом и Дукама извршило је непосредно после Манцикерта coup d'état којим је Роман збачен са власти, а за новог цара је проглашен син Константина X Михајло. Нови цар је власт препустио мајци, али је она по повратку цезара Јована из прогонства, затворена у манастир, тако да је 24. 10. Михајло постао самостални владар, а Јован регент. Роман је покушао да поврати власт уз помоћ својих присталица и остатака трупа које су му остале лојалне после битке код Манцикерта, али није имао много успеха због чега је отпочео преговоре. Договорено је да му буде дозвољен повратак у Цариград, лична безбедност и амнестија за његове људе, ако положи оружје, што су му гарантовала три митрополита. Међутим када је положио оружје, Роман је био ухваћен и ослепљен усијаним гвожђем. Псел му је том приликом честитао на великој божијој милости, којом му је Бог:
... одузео очи, да би му даровао вид небеске светлости.
Непосредно после тога Роман IV је умро од последица рањавања у манастиру на острву Проти, у лето 1072. године.

#### Михајло VII Парапинак (1071—1078)
Владавина Михајла VII Парапинака се одликовала изразитом неспособношћу. Млад, незаинтересован и надасве неспособан за значајну улогу која му је поверена у тренутку када је Царство пропадало по свим шавовима, па је необично како је успео да се и толико одржи на власти. Незаинтересован за власт, он је владавину препустио прво својој мајци, потом свом стрицу Јовану и коначно логотету Нићифорици.
Војни слом из 1071. године и његове последице у виду надирућих Селџука са једне и Нормана који спремају инвазију са друге стране довеле су Византију у стање општег расула. Неспособност централне власти да пружи подршку својим источним провинцијама довела је до самоорганизовања локалног становништва, тако да се:
- између Трапезунта и Теодосијопоља, организовала држава на челу са Теодором Габрасом
- између Едесе и Антиохије, организовала држава на челу са Филаретом Брахамијусом

Током 1072. године у Поморављу избија нови словенски устанак против Византије предвођен Ђорђем Војтехом. На чело устанка је постављен српски принц Константин Бодин (1081—1101), који је у Призрену проглашен за цара. Међутим после неуспешне опсаде Костура, Нићифор Вријеније у бици код Пауна уништава устанике и заробљава Бодина. Непосредно после тога су се и Хрватска (1076) и Зета (1077) отцепиле од Византије и прогласиле се за краљевине, тако да је Михајло Војислављевић постао први српски краљ. Стање на Балканском полуострву додатно су погоршавали стални пљачкашки упади Мађара и Печенега, као и ишчекивање почетка норманске инвазије.
Алп Арслан и његов син Малик Шах (1072—1092) су са своје стране испоштовали мир који су склопили са Романом Диогеном, али су зато локални емири из све снаге ударили на небрањене просторе Византије освојивши за свега неколико година готово целу Малу Азију, освојивши 1077. године Никеју и стигавши до Христопоља, на малоазијској обали Босфора.
Владавину Михајла VII карактеришу и велика поскупљења и опадање вредности византијског новца, због чега је и сам Михајло добио подругљиви надимак Парапинак (за четвртину мање). Поред опште кризе у Византији, до овога су доводиле и лоше мере коју је власт, превасходно логотет Нићифорица у име Михајла VII, спроводила, као што је био покушај претварања трговине житом у државни монопол, који се окончао народном побуном у којој су разорена државна складишта жита. Сам Нићифорица је своје грешке платио после свргавања Михајла VII, када је био мучен и на крају убијен.
Владавина Михајла VII окончала се превратом марта 1078. године, после кога се Михајло замонашио у Студитском манастиру, а нови цар је постао један од побуњених представника војног племства Нићифор (III) Вотанијат (1078—1081). Крај његове владавине представља и коначни слом цивилног племства, после чега долази до огорчене борбе међу представницима војног племства око власти.

##### Побуне за владавине Михајла VII
Један од непосредних учесника битке код Манцикерта, Урсел од Бајела послат је 1072. године на челу око 3.000 норманских оклопника у Анадолију да поврати контролу над неким областима у име Византије. Он је заузео Галатију и у њој основао сопствену кнежевину са седиштем у Анкири, прогласивши за цара цезара Јована Дуку. Његову државу су сломили Селџуци на позив Византије, а сам Урсел се повукао у Амасију у којој је 1074. године заробљен и предат генералу Алексију (I) Комнину (1081—1118).
У јесен 1077. године, Нићифор Вријеније који је управљао Драчком темом се проглашава за цара као представник војног племства. Његова побуна је обухватила Балканско полуострво и он у новембру исте године улази у Хадријанопољ, после чега креће на Цариград. У међувремену се у Цариграду одиграо coup d'état у коме је збачен Михајло VII, а нови цар је постао Нићифор III који је на Вотанијата послао Алексија Комнина који га је поразио и сломио његову побуну.
Непосредно после велике побуне на Балканском полуострву, у Малој Азији се у јануару 1078. године побунио стратег Анадолијске теме Нићифор Вотанијат. Уз подршку Селџука, он је у марту исте године ушао у Никеју што је изазвало пуч у Цариграду у коме је Михајло VII уз подршку цркве збачен и замонашен, а Нићифор, који је наводно водио порекло од породице Фока, је проглашен за цара.

### Други долазак Комнина на власт (1078—1185)

#### Нићифор III Вотанијат (1078—1081)
Током своје кратке владавине Нићифор III није успео да отклони ниједан од узрока који су довели до пада његовог претходника. Инфлација и финансијска криза су се настављале јер је на снази остао чиновнички систем из времена Дука, Селџуци су наставили са освајањем Мале Азије, јер Византија због унутрашњих сукоба није била у стању да пошаље војску против њих.
Нићифор је покушао да се ожени удовицом Константина Дуке Евдокијом, али се Јован Дука успротивио овоме, после чега се он оженио Маријом, супругом још увек живог Михајла VII. Међутим он је одбио да прихвати њеног и Михајловог сина Константина за наследника што је дало повод Роберту Гвидискару да отпочне офанзиву на Балканско полуострво односно Византију под изговором да штити легитимна права младог Константина који је био верен са његовом ћерком Јеленом.
Нићифорова владавина се окончала крајем марта 1081. године када је Алексије Комнин потплатио немачке најамнике на цариградским бедемима и ушао у град после чега се Нићифор III повукао са власти и замонашио.

##### Побуне за владавине Нићифора III
Непосредно после слома Вријенија, нови управник Драчке теме Нићифор Василакије је 1079. године подигао побуну, прогласивши се за цара. Његову побуну сломио је Алексије Комнин.
Већ наредне године Нићифор III се суочио са новом побуном, када се попут њега у Никеји уз подршку Селџука за цара прогласио Нићифор Мелисин. Једини на кога се цар могао ослонити био је Алексије Комнин, који је овог пута одбио да се бори против Мелисина који му је био зет. Његова побуна се окончала тек када је Алексије постао нови цар и када му је понудио титулу цезара, одбивши његов предлог да поделе Царство на европски део који би припао Алексију и азијски део који би припао Мелисину, односно да легализују стање које је de facto постојало.
Почетак норманске инвазије на Балканско полуострво приморао је Вотанијата да подигне војску на чије је чело поставио Алексија Комнина, упутивши га против Нормана. Међутим он се у договору са Јованом Дуком и другим великашима у Цурулону прогласио за цара и кренуо на Цариград. Потплативши немачке најамнике који су опслуживали део копнених бедема, Алексијеве трупе 01. 04. 1081. године улазе у Цариград и током три дана пљачкају, спроводећи насиље над становништвом. Када се све то завршило, Алексије је 04. 04. овенчан за цара на први дан Ускрса, док се Вотанијат повукао са власти у манастир и замонашио.

#### Алексије I Комнин (1081—1118)
Алексије је током скоро 4 деценије колико је владао Византијом успео да спречи њено уништење одбивши Нормане и Печенеге, да је врати на ноге и започне њену делимичну територијалну обнову. Директне последице његових потеза били су почетак крсташких похода, али и уговори са Млетачком републиком који ће довести до слома византијске економске и поморске моћи, а самим тим и њене пропасти.
Он је успео да обједини све сукобљене факторе у Византији око себе, чиме је окончао више од пола века сукоба око власти који су скоро уништили државу и донео јој скоро читав век унутрашњег мира. Ти фактори били су:
1. као успешни војсковођа, представник породице Комнина који су припадали војном племству и братанац некадашњег цара Исака задобио је подршку војног племства.
2. као супруг Ирине Дукине, ћерке Андроника Дуке и унуке цезара Јована Дуке, задобио је подршку Дука односно поверење цивилног племства.
3. добио је подршку царице Марије (супруге Михајла VII и Нићифора III и његове љубавнице) која га је посинила, надајући се да ће обезбедити престо њеном сину Константину.

Поред тога Алексије је био како врстан војсковођа, тако и врстан политичар што је била једина комбинација која је могла донети спас Византији у тренутку у коме је он завладао, када је војска била практично уништена, државна благајна испражњена, а са свих страна су надирали непријатељи (Нормани са запада, Печенези са севера и Селџуци са истока).
После рођења свог сина Јована (II) (1118—1143) 1092. године Алексије га је одредио за свог наследника уместо Константина Дуке који је био ожењен његовом ћерком Аном. После Константинове смрти Ана се удала са Нићифора Вријенија са којим је уз подршку своје мајке покушала да преузме власт, али је и поред свега Алексија наследио његов син Јован.

## Списак византијских владара (1025—1081)
- Константин VIII (1025—1028)
- Роман III Аргир (1028—1034)
- Михајло IV Пафлагонац (1034—1041)
- Михајло V Калафат (1041—1042)
- Зоја (1042, de jure као царица 1028—1050)
- Теодора (1042, 1055—1056, de jure као савладарка 1042—1055)
- Константин IX Мономах (1042—1055)
- Михајло VI Стратиотик (1056—1057)
- Исак I Комнин (1057—1059)
- Константин X Дука (1059—1067)
- Роман IV Диоген (1068—1071)
- Михајло VII Парапинак (1071—1078, de jure као престолонаследник 1067—1071)
- Нићифор III Вотанијат (1078—1081)
- Алексије I Комнин (1081—1118)

## Списак вођа побуна (1025—1081)
- Георгије Манијакис (1043)
- Лав Торникис (1047)
- Исак Комнин (1057)
- Урсел од Бајела (1072—1074)
- Нићифор Вријеније (1077—1078)
- Нићифор Вотанијат (1078)
- Нићифор Василакије (1079)
- Нићифор Мелисин (1080—1081)
- Алексије Комнин (1081)